# Chùa Đẩu Long
Chùa Đẩu Long là ngôi chùa cổ, có lịch sử hình thành từ thời Đinh – Lê thế kỷ X. Chùa đã được xếp hạng di tích lịch sử văn hóa quốc gia. Mặc dù là kiến trúc chùa nhưng nơi đây cũng đồng thời là một đền thờ 9 vị thần của các làng xung quanh. Chùa Đẩu Long tọa lạc ở trung tâm thành phố Hoa Lư.

## Vị trí
Chùa Đẩu Long nằm rất gần phố cổ Hoa Lư, trong ngõ phố thuộc đường Xuân Thành, phường Tân Thành, thành phố Hoa Lư. Chùa tọa lạc trên khu đất rộng khoảng hơn 3ha. Đây là công trình kiến trúc đã được xếp hạng di tích lịch sử, văn hoá cấp quốc gia theo quyết định ngày 25/4/1994 của Bộ Văn hoá thông tin.
Chùa rất gần với sân vận động Ninh Bình, cách 200 m về phía Tây Bắc. Phía sau chùa là một hồ nước rộng.

## Tên gọi
Trong tên chữ của Chùa Đẩu Long, chữ Đẩu có nghĩa là sao Đẩu, vì chùa nằm ở phía Bắc xã Phúc Am thời xưa, phía có sao Đẩu chiếu, chữ Long có nghĩa là Rồng, là nơi Vua đã từng đến.
Tại di tích hiện còn một vế câu đối chạm đá: "Thiên Đẩu Ngưu Quang Lâm Phạm Vũ" dịch: Sao Đẩu sao Ngưu chiếu sáng chùa vì vậy kết hợp chữ Đẩu và Long mà gọi là chùa Đẩu Long. Nhân dân thành phố Hoa Lư thường gọi tắt là Chùa Đẩu.
Sự tích có liên quan đến vua Lê Hoàn, năm 981 khi đánh Tống thắng trận, khải hoàn trở về ông đã cho khao quân và ăn mừng trên đất Phúc Thành này mà có. Do đó Đẩu Long là một ngôi chùa có di tích được hình thành từ khá lâu đời, về niên đại đến nay đã trên 1000 năm lịch sử.
Tương truyền rằng, ở trên địa bàn giáp danh giữa kinh thành Hoa Lư và đất Phúc Thành có nhiều ngôi chùa đều lấy tên là "Long" đó là: chùa Đẩu Long, chùa Bát Long, chùa Hưng Long, chùa Bàn Long đều thuộc thành phố Hoa Lư và một ngôi chùa nữa có tên là chùa Phúc Long tự. Các ngôi chùa này đều chỉ cho rồng hoặc các bộ phận của con rồng, đó là những ngôi chùa do vua Lê Hoàn xây dựng, hoặc đã được khởi dựng từ thời gian đó.

## Các đối tượng suy tôn
Chùa Đẩu Long ngoài thờ phật còn thờ 9 vị thần ở nhiều giai đoạn lịch sử. Các vị thần này đều được thờ ở các di tích khác ở các làng xung quanh chùa nên được rước về thờ sở ở ngôi chùa hữu chung. Chùa Đẩu Long thờ Phật đã nghiễm nhiên trở thành một toà đền thờ các vị anh hùng dân tộc và các vị nhiên thần, những linh khí của núi sông núi Tràng An nước Việt hùng vĩ.
1. Thần Quý Minh: là vị thần trấn nam Hoa Lư tứ trấn.
2. Trần Quốc Tảng [3] vốn thờ ở đền Lăng, khu vực sân vận động Ninh Bình ngày nay, đền bị phá từ lâu.
3. Nguyễn Bặc: Một trong "Tứ trụ" Triều đình thời Đinh Tiên Hoàng.[4] được thờ ở đền Hiềm.
4. Hoàng Đế Lê Đại Hành: được thờ ở đền Đồng Bến ở khu vực phía trước Nhà thi đấu tỉnh Ninh Bình.
5. Trương Hán Siêu: được thờ ở đền Quan Thái phó; đền bị phá năm 1952, đền mới được dựng ở chân núi Non Nước.
6. Trần Hưng Đạo
7. Thánh Mẫu được thờ ở chân núi Kỳ Lân
8. Phổ Hộ đại vương gia phong Đoan Túc trung đẳng Thần.[5]
9. Uy Huệ vương gia phong Đoan Túc tôn thần; Hoặc là đức Khâm Minh Duệ Vũ hoàng đế.[6]